# Borowa (gmina Dobryszyce)
Borowa – kolonia w Polsce, położona w województwie łódzkim, w powiecie radomszczańskim, w gminie Dobryszyce.
| SIMC    | Nazwa | Rodzaj        |
| ------- | ----- | ------------- |
| 0538018 | Janów | część kolonii |

W latach 1975–1998 miejscowość należała administracyjnie do województwa piotrkowskiego.